# Leletice
Leletice jsou vesnice, část obce Hvožďany v okrese Příbram ve Středočeském kraji. Nachází se asi tři kilometry východně od Hvožďan a 9,5 kilometru jihozápadně od Březnice. Leletice jsou také název katastrálního území o rozloze 6,24 km².

## Historie
První písemná zmínka o vesnici pochází z roku 1397. Od dávných dob až do roku 1577 patřila k Blatné. Poté byla prodána Březnici. Roku 1586 zde bylo 6 osedlých. V roce 1654 zde bylo 10 starých gruntů, 2 zkažené grunty, 1 pustý grunt, 3 domkaři, 1 nový domek a 1 pustý, mlýn a jeden pustý. V roce 1770 zde bylo 50 čísel. V roce 1913 zde bydlelo 366 obyvatel v 70 domech. Leletice farně náležely ke Hvožďanům.

## Přírodní poměry
Do katastrálního území Leletice zasahuje část přírodní památky Velký Raputovský rybník.

## Obyvatelstvo
| Rok            | 1869 | 1880 | 1890 | 1900 | 1910 | 1921 | 1930 | 1950 | 1961 | 1970 | 1980 | 1991 | 2001 | 2011 | 2021 |
| -------------- | ---- | ---- | ---- | ---- | ---- | ---- | ---- | ---- | ---- | ---- | ---- | ---- | ---- | ---- | ---- |
| Počet obyvatel | 365  | 457  | 437  | 372  | 366  | 362  | 309  | 264  | 211  | 160  | 140  | 97   | 84   | 64   | 57   |
| Počet domů     | 58   | 68   | 70   | 70   | 70   | 70   | 67   | 64   | 59   | 54   | 46   | 55   | 57   | 58   | 61   |

## Obecní správa
Při sčítání lidu v letech 1850–1975 Leletice byly samostatnou obcí, se kterým patřily nejprve do okresu Blatná, ale od roku 1960 v okrese Příbram. Od 1. ledna 1976 jsou částí obce Hvožďany v okrese Příbram. V letech 1850–1879 k obci patřilo Záhrobí.

## Školství
Do roku 1876 děti z Leletic chodily do školy ve Hvožďanech. V tomto roce byla zřízena jednotřídní škola, která byla v roce 1898 rozšířena o druhou třídu. Do školy docházely děti z Leletic, z Horních, Prostředních a Dolních Jamek, z hájovny „Pod stráží” a z Nových Luk. V roce 1913 bylo ve škole 75 dětí – 38 chlapců a 37 děvčat.

## Galerie

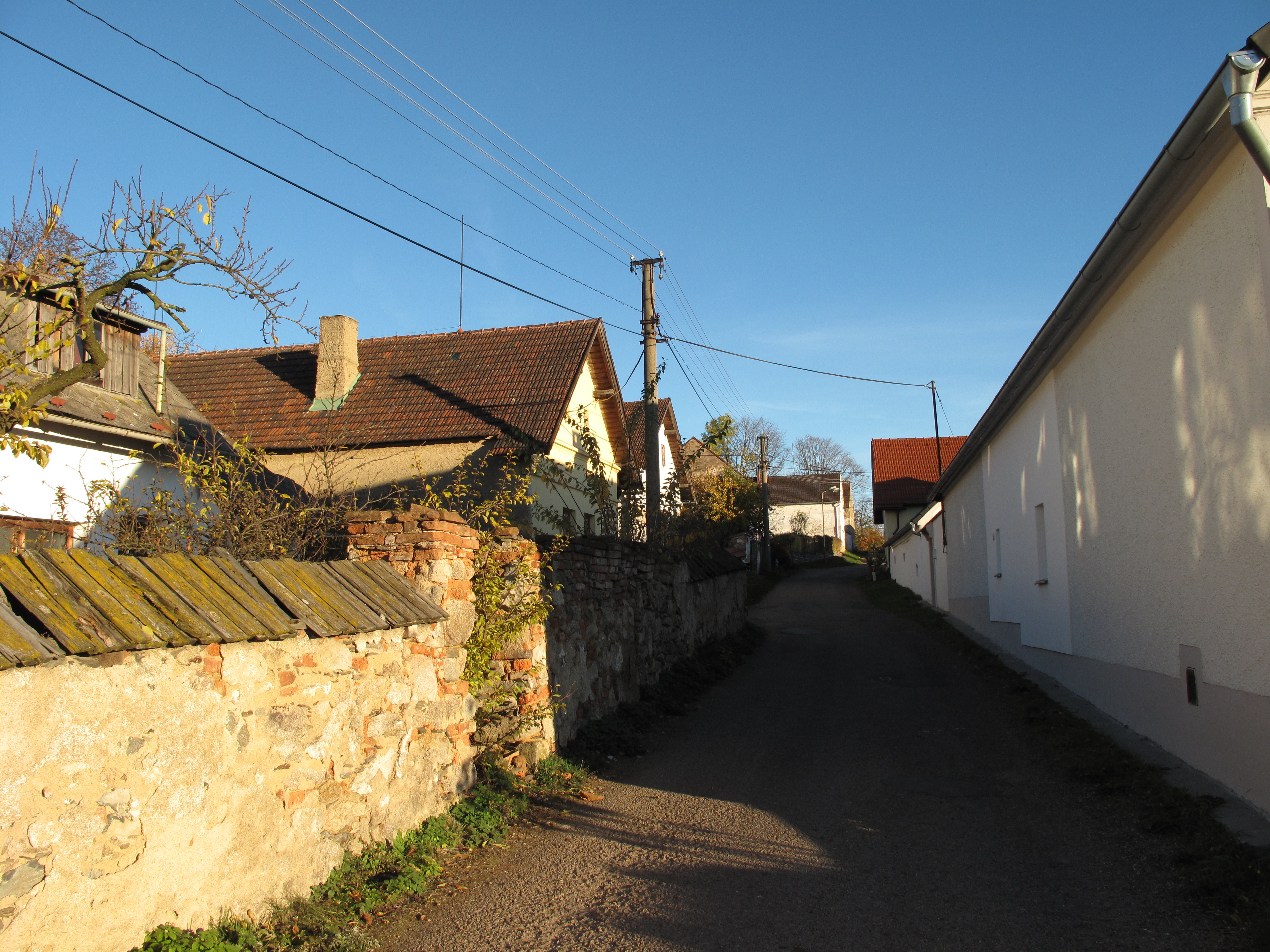
Ulice
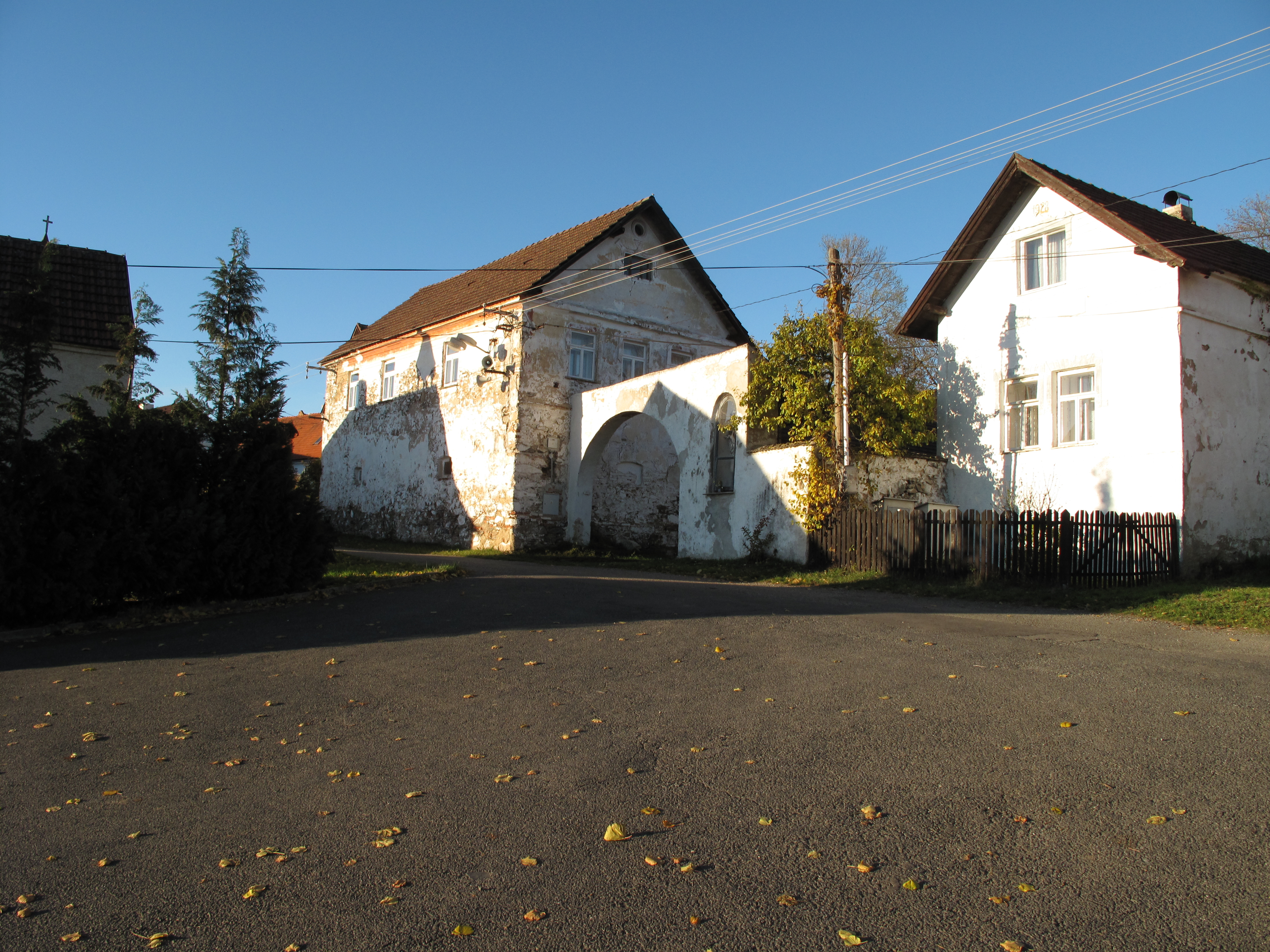
Statek
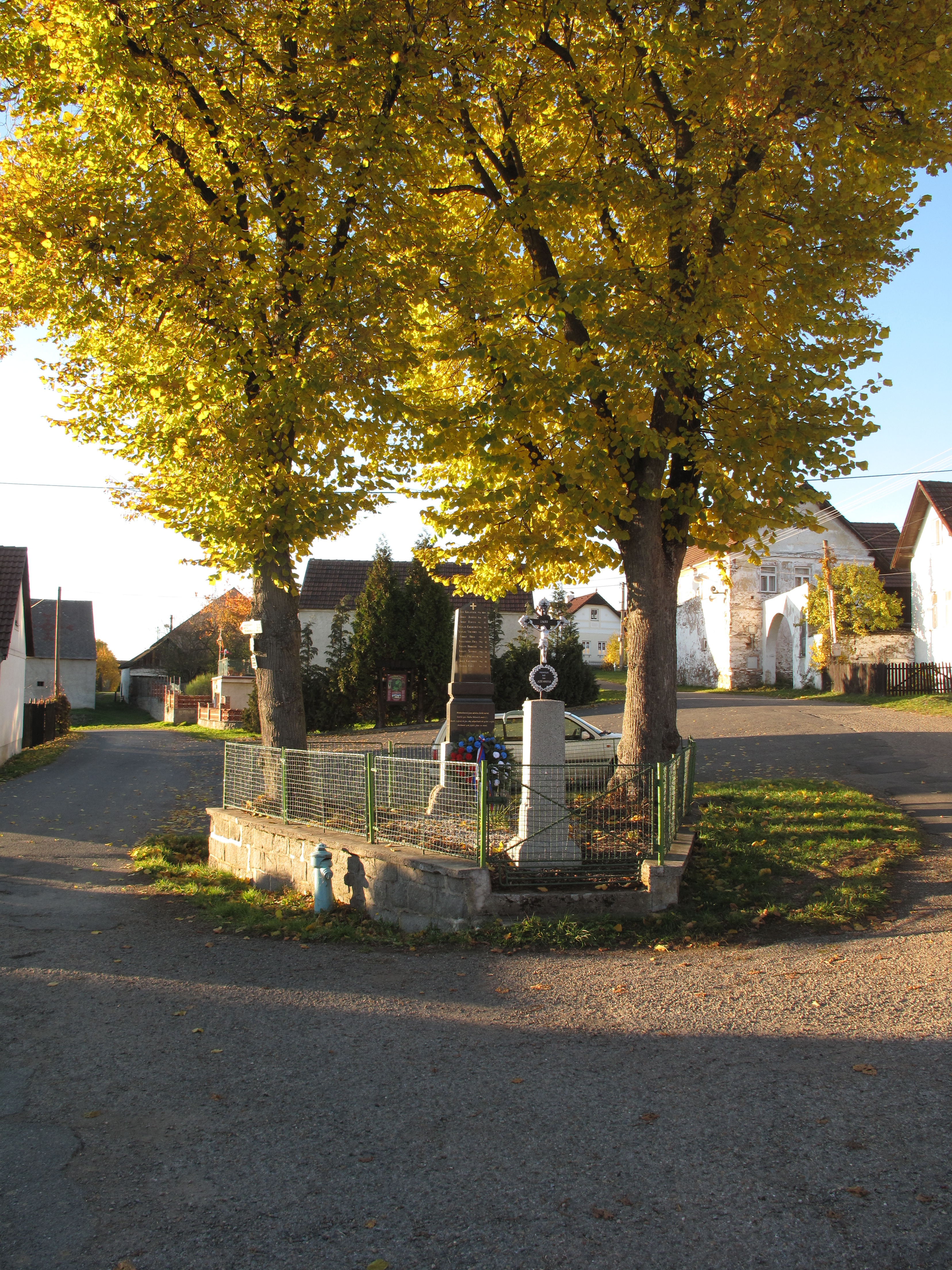
Pomník
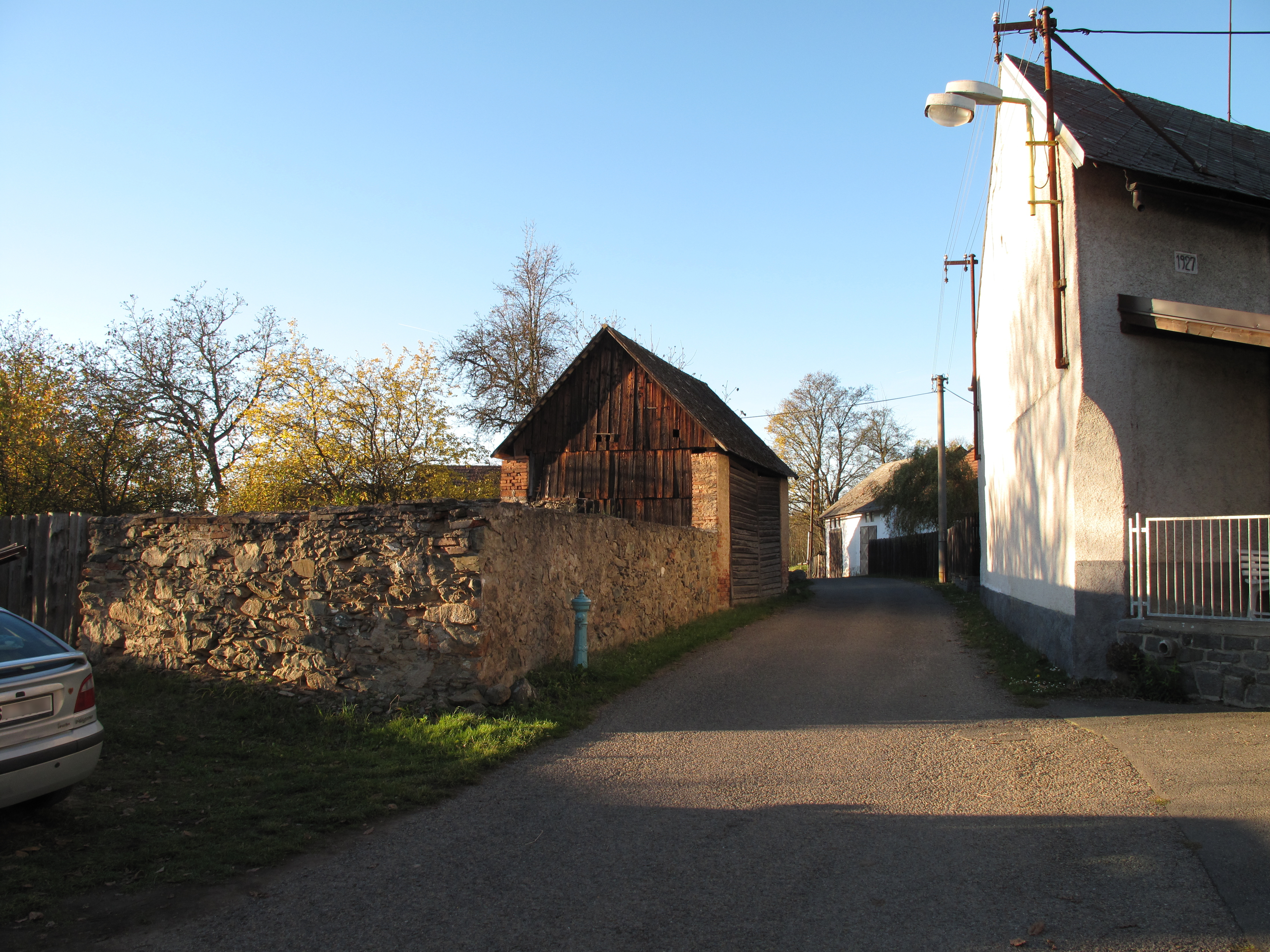
Stodola
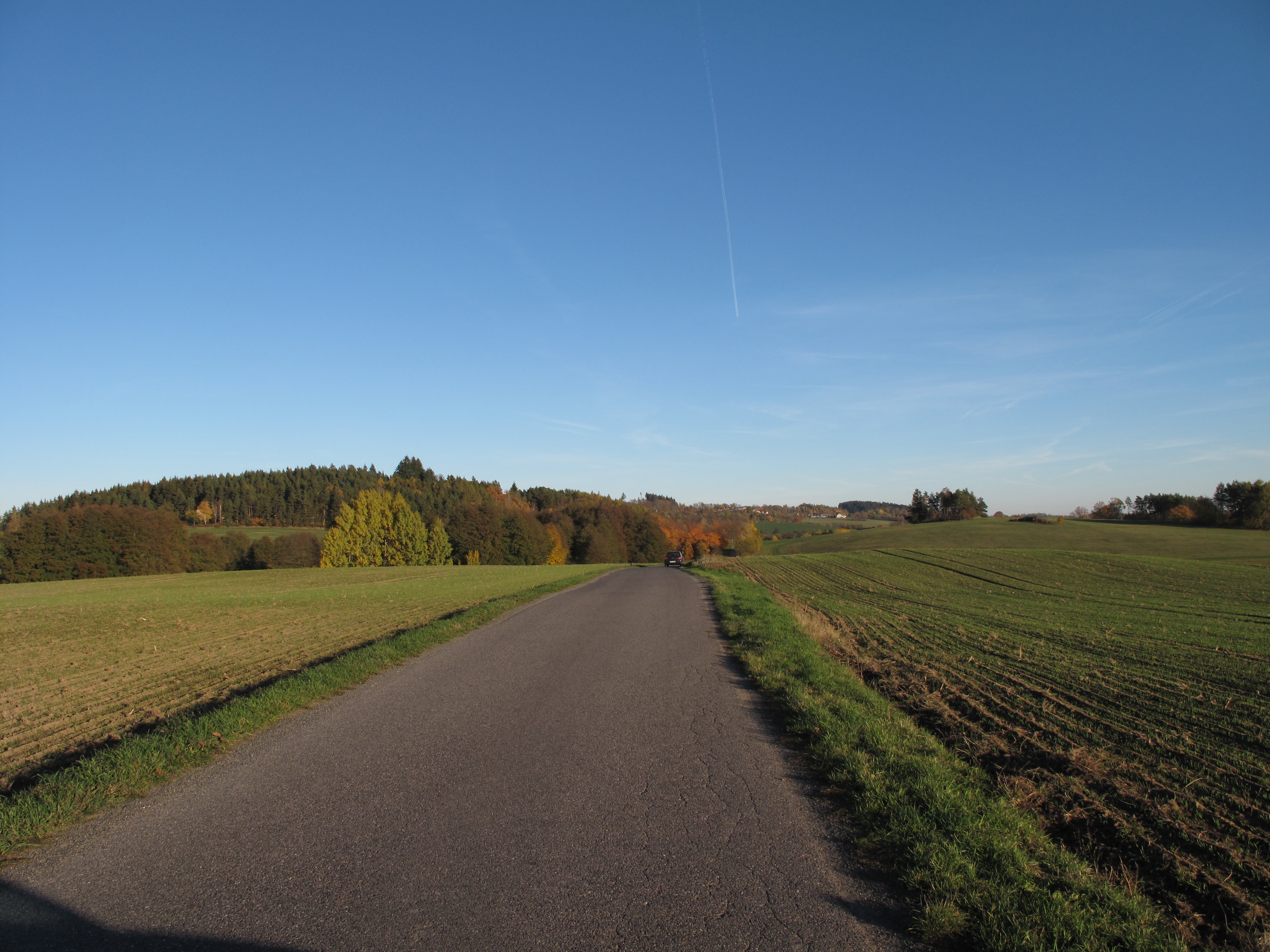
Leletice zdáli